# Yum! Brands
Yum! Brands, Inc. wat vaak wordt afgekort tot Yum! is een grote onderneming op het gebied van fastfood. Het is eigenaar en franchisegever van de merken Kentucky Fried Chicken (KFC), Pizza Hut, Taco Bell en The Habit Burger Grill. Het hoofdkantoor is gevestigd in Louisville, Kentucky. 

## Activiteiten
Het bedrijf telt ongeveer 53.000 restaurants in meer dan 150 landen. De meeste vestigingen telt KFC met bijna 27.000 in 2021, gevolgd door Pizza Hut met 18.000 vestigingen en op nummer drie staat Taco Bell met 7800. Met iets meer dan 300 vestigingen is The Habit Burger Grill veruit de kleinste activiteit.
Van alle vestigingen is maar een heel klein deel, zo'n 1000 stuks of 2% van het totaal, in handen van Yum! Brands. De verkopen in deze vestigingen worden opgenomen in het omzetcijfer van de onderneming. Verder valt veruit het grootste deel onder de franchise-organisatie. Dit betekent dat deze vestigingen zelfstandig zijn, maar tegen betaling mogen zij gebruikmaken van de Yum! Brands formules. Dit betekent dat ze de recepten gebruiken, maar daarbij komen ook de verplichtingen ten aanzien van bijvoorbeeld de te voeren huisstijl, producten en beleidslijnen. 
Inclusief de omzet van de franchise restaurants bereiken de verkopen bijna US$ 60 miljard op jaarbasis. Per jaareinde 2021 had het zo'n 36.000 medewerkers, waarvan 23.000 werkzaam in de Verenigde Staten. Daarnaast werken er bij de 52.000 franchise restaurants nog eens ongeveer 1 miljoen mensen.

## Geschiedenis
Yum! werd opgericht op 7 oktober 1997 als Tricon Global Restaurants, Inc. een onafhankelijk beursgenoteerde onderneming, nadat PepsiCo, deze bedrijven verzelfstandigde. Pepsi was tot dan toe eigenaar van de merken KFC, Pizza Hut en Taco Bell. In de restaurants van deze ketens worden nog steeds dranken van PepsiCo verkocht, door het levenslange contract met het bedrijf.
In maart 2002 kondigde Tricon aan dat het Yorkshire Global Restaurants had overgenomen. Yorkshire kent twee formules: Long John Silver's en A&W Restaurants. Tegelijkertijd maakte het management bekend dat de naam werd gewijzigd in Yum! Brands, Inc., waarmee de naam van de onderneming beter de activiteiten dekte. Ook sloot de naam beter aan op de afkorting waarmee het bedrijf bekendstaat op de New York Stock Exchange. Deze was van Tricon YUM. Dit werd goedgekeurd tijdens de jaarlijkse aandeelhoudersvergadering in 2002. Op deze vergadering werd ook besloten tot aandelensplitsing.
In 1987 opende KFC het eerste restaurant in de Volksrepubliek China en in 2003 was het aantal vestigingen in dit land opgelopen naar 1000. Op 31 oktober 2016 werden de activiteiten in de China apart gezet en kreeg Yum China Holdings, Inc.(“Yum China”) een eigen beursnotering. Dit bedrijf maakt nog altijd gebruik van de kennis en kunde van Yum Brands en betaald hiervoor een vergoeding van 3% van de behaalde omzet aan het Amerikaanse bedrijf. Yum China telt ruim 10.000 vestigingen en deze organisatie maakt weinig gebruik van franchise  restaurants.
In maart 2020 werd The Habit Burger Grill overgenomen.
KFC · Pizza Hut · Taco Bell · The Habit Burger Grill